# Kabinetscrisis over de LPF
De LPF-crisis was een kabinetscrisis in de Nederlandse politiek die eind 2002 en begin 2003 speelde. De crisis werd voornamelijk veroorzaakt door de nieuwe rechts-populistische partij Lijst Pim Fortuyn.

## Gebeurtenissen
Op woensdag 16 oktober 2002 kwam het kabinet-Balkenende I na nog geen drie maanden regeren alweer ten val. Dit kabinet was gevormd door de partijen Volkspartij voor Vrijheid en Democratie (VVD), Christen-Democratisch Appèl (CDA) en Lijst Pim Fortuyn (LPF), na een historische verkiezingswinst van 26 zetels van de begin dat jaar opgerichte rechts-populistische partij LPF, negen dagen na de moord op partijleider Pim Fortuyn. Als bewindslieden voor VVD en CDA werd gekozen voor oudgedienden met veel ervaring, de LPF, die geen enkele ervaring in het politiek bestuur had, moest haar mensen echter overal vandaan halen. Binnen de LPF-ministersploeg botsten hoogleraar monetaire economie Eduard Bomhoff, voormalig PvdA-lid, die minister van Volksgezondheid en vicepremier was geworden, en de zakenman en miljonair Herman Heinsbroek die Economische Zaken leidde. Onder andere ook tegen de achtergrond van een interne strijd om de macht binnen de plotseling zo populaire partij.
Aanleiding voor de kabinetscrisis waren de voortdurende meningsverschillen binnen de LPF, zowel in de Kamerfractie als in de regering, die breed werden uitgedragen. Deels was het ook te wijten aan een groot gebrek aan ervaring op het Binnenhof. Fractievoorzitter Harry Wijnschenk die al na enkele maanden fractievoorzitter Mat Herben had vervangen, zou naar eigen zeggen zelfs door een partijgenoot met een pistool zijn bedreigd.
Na wekenlang geruzie tussen de LPF-ministers Bomhoff en Heinsbroek hadden de overige ministers, inclusief de LPF-collega's, aangedrongen op hun vertrek. Hoewel Bomhoff en Heinsbroek woensdagochtend nog de premier hun ontslag hadden aangeboden, zegden de fractievoorzitters van VVD en CDA in de Tweede Kamer, Gerrit Zalm en Maxime Verhagen, toch het vertrouwen in het kabinet op.
Een bijkomende factor was dat prins Claus, de echtgenoot van koningin Beatrix, op 6 oktober was overleden en op 15 oktober in de Nieuwe Kerk te Delft werd bijgezet. De spanningen tussen de LPF-politici die aanwezig waren bij de ceremonie, waren voor iedereen herkenbaar. Nog op de dag van de uitvaart waren de LPF-bewindslieden 's-avonds bijeen gekomen en vergaderde ook de ministerraad. Aan het op de agenda staande punt 'uitbreiding van de Europese Unie' kwamen de ministers echter niet toe, omdat de interne conflicten centraal stonden. Hierdoor ontstond een impasse.
Men besloot om de volgende dag verder te vergaderen. Toen bij aanvang van die vergadering bleek dat het in de Tweede Kamer CDA en VVD het vertrouwen in het kabinet hadden opgezegd, konden de ministers enkel concluderen dat er een einde was gekomen aan het kabinet. Zo kondigde minister-president Jan Peter Balkenende 's middags aan dat hij de Koningin het ontslag van zijn kabinet zou aanbieden. Dat deed de premier die avond per telefoon, omdat hij het op de dag na de uitvaart van prins Claus niet gepast vond om bij de koningin langs te gaan.
De koningin nam een paar dagen rouwtijd in acht, maar begon toch al op maandag 21 oktober met haar consultaties. Zij ontving de voorzitters van de beide Kamers, de vicepresident van de Raad van State en minister-president Balkenende. De LPF trachtte de koningin nog per brief te bewegen tot een lijmpoging, desnoods in ruil voor een ministerspost ten gunste van de VVD. Maar VVD en CDA hadden, gesteund door de goede resultaten in de opiniepeilingen, duidelijk genoeg van de LPF: zij wezen het voorstel af.
De Tweede Kamer werd ontbonden en voor 22 januari 2003 werden nieuwe Tweede Kamerverkiezingen uitgeschreven. Het kabinet bleef demissionair aan. LPF verloor bij deze verkiezingen sterk en de partij werd enkele jaren later geheel opgeheven.